# Мерлен, Кристоф Антуан
Кристоф Антуан Мерлен (фр. Christophe Antoine Merlin; 1771—1839) — французский военный деятель, дивизионный генерал (1814 год), шевалье (1808 год), участник революционных и наполеоновских войн. Младший брат Антуана Мерлена, видного политического деятеля Великой революции, и генерала Жан-Батиста Мерлена.
Имя генерала выбито на Триумфальной арке в Париже.

## Биография
15 августа 1791 года вступил на военную службу старшим сержантом в 4-й батальон волонтёров Мозеля. 7 декабря 1791 года переведён в звании младшего лейтенанта в 105-й пехотный полк. 8 декабря 1792 года в звании капитана переведён в Мозельский легион. 8 марта 1793 года – адъютант генерала Фавара, затем генерала Бекура в Северной армии. 9 февраля 1794 года переведён в Армию Восточных Пиренеев с назначением начальником штаба кавалерийской дивизии генерала Дюгуа. 20 ноября 1794 года отличился в сражении при Эсколе, где был ранен осколком снаряда в левую ногу. 25 января 1796 года назначен командиром 4-го гусарского полка в Самбро-Маасской армии. 22 апреля 1796 года ранен сабельным ударом в правую руку в сражении под Штайнбергом. В 1799 году переведён в Дунайскую армию, 21 марта ранен в сражении при Пфуллендорфе. С 1800 по 1801 год служил в Рейнской армии.
3 мая 1803 года вместе с полком зачислен в состав Армии Ганновера. 1 февраля 1805 года получил звание бригадного генерала, и 20 марта 1805 был переведён в Итальянскую армию. С 22 сентября командовал 2-й бригадой дивизии лёгкой кавалерии генерала Эспаня. В 1806 году перешёл на неаполитанскую службу, в августе 1806 года – комендант острова Ишиа, 1 июня 1807 года – конюший короля Жозефа Бонапарта, и комендант провинций Салерно и Авеллино. 9 сентября 1807 года – комендант Абруцци. 8 июля 1808 года – адъютант Жозефа Бонапарта, командовал эскортом последнего при его прибытии в Испанию. 15 августа 1808 года – дивизионный генерал испанской службы, 5 апреля 1809 года – командир дивизии лёгкой кавалерии 2-го армейского корпуса Армии Испании. 22 июля 1809 года – командир дивизии лёгкой кавалерии 4-го корпуса, 28 июля сражался при Талавере, где обратил в бегство два полка английских лёгких драгун, 11 августа отличился в сражении при Альмонасиде, 16 августа – командующий Королевской гвардии, 18 ноября в сражении при Оканье захватил 5000 пленных, а затем преследовал испанцев до Гуардии, взяв ещё 20 000 пленных, 50 орудий и 30 знамён, принимал участие в усмирении восстания в Бильбао. В 1810 году получил от Жозефа Бонапрта титул графа.
После отступления французской армии из Испании и перемирия в Валансе 11 декабря 1813 года, 5 января 1814 года Мерлен возвратился на французскую службу с чином дивизионного генерала и 21 января определён в центральное депо кавалерии в Версале, 31 января – командующий Национальной гвардии Сенса, Монтро и Фонтенбло. С 11 февраля командир 2-й дивизии лёгкой кавалерии в составе 2-го кавалерийского корпуса, 13 марта в сражении при Реймсе вынудил сложить оружие три прусских батальона, 23 марта изгнал из Вертю  казаков генерала Теттенборна, захватил много пленных, 60 повозок и 300 лошадей, после чего возвратил жителям всё награбленное казаками добро.
При первой реставрации Бурбонов оставался с апреля 1814 года без служебного назначения, 30 декабря 1814 года – генеральный инспектор кавалерии 5-го военного округа. Во время «Ста дней» присоединился к Императору и 6 апреля возглавил 8-ю кавалерийскую дивизию 5-го корпуса Рейнской армии, 24 июня нанёс поражение вюртембергской кавалерии при Лауте, 28 июня отличился в бою при Брумпте. После второй реставрации определён в июле 1815 года в резерв, 25 июля 1816 года – генеральный инспектор кавалерии 18-го военного округа, 27 апреля 1817 года – командующий 18-м и 21-м военными округами, 30 декабря 1818 года определён в резерв Генерального штаба, 21 апреля 1820 года – инспектор кавалерии 2-го военного округа, с 1 января 1821 года без служебного назначения, и 1 января 1825 года вышел в отставку.
После Июльской революции 1830 года назначен 9 сентября командующим 17-го военного округа, 5 июля 1832 года – генеральный инспектор кавалерии 3-го военного округа, 20 сентября 1832 года – член Комитета пехоты и кавалерии, 14 июня 1832 года – генеральный инспектор кавалерии 1-го военного округа, окончательно вышел в отставку 28 августа 1836 года. Умер 8 мая 1839 года в Париже в возрасте 67 лет.

## Воинские звания
- Старший сержант (15 августа 1791 года);
- Младший лейтенант (7 декабря 1791 года);
- Лейтенант (11 мая 1792 года);
- Капитан (8 декабря 1792 года);
- Командир эскадрона (3 августа 1793 года, утверждён 5 октября 1793 года);
- Полковник (25 января 1796 года);
- Бригадный генерал (1 февраля 1805 года);
- Дивизионный генерал испанской службы (15 августа 1808 года);
- Дивизионный генерал (5 января 1814  года).

## Титулы
- Шевалье Мерлен и Империи (фр. chevalier Merlin et de l'Empire; 1808 год)[1].

## Награды
Легионер ордена Почётного легиона (11 декабря 1803 года)
 Офицер ордена Почётного легиона (14 июня 1804 года)
 Высший сановник королевского ордена Обеих Сицилий (май 1808 года)
 Коммандан ордена Почётного легиона (12 июня 1808 года)
 Кавалер военного ордена Святого Людовика (19 июля 1814 года)
 Великий офицер ордена Почётного легиона (18 апреля 1834 года)